# Мирослав (Знојмо)
Мирослав (чеш. Miroslav) град је у Чешкој Републици. Град се налази у управној јединици Јужноморавски крај, у оквиру којег припада округу Знојмо.

## Становништво
Према подацима о броју становника из 2014. године град је имао 2.919 становника.